# Vezina Trophy
Il Vezina Trophy è un premio istituito dalla National Hockey League e assegnato al portiere ritenuto migliore nel proprio ruolo. Al termine di ogni stagione regolare i 30 general manager delle squadre della NHL selezionano il vincitore. Il trofeo è dedicato alla memoria di Georges Vézina, portiere dei Montreal Canadiens dal 1910 al 1925, morto nel 1926 per la tubercolosi. Il trofeo fu consegnato per la prima volta al termine della stagione 1926-27 al miglior portiere. Dalla stagione 1946-47 a quella 1981-82 il trofeo fu invece consegnato al portiere o ai portiere della squadra che aveva concesso il minor numero di reti nel corso della stagione regolare; dalla stagione successiva fu istituito appositamente per questa funzione il William M. Jennings Trophy.

## Storia
Il Vezina Trophy prese il proprio nome da quello di Georges Vézina, eccezionale portiere che trascorse la propria carriera con la maglia dei Montreal Canadiens. Vezina ebbe un collasso durante un incontro nel 1925 e gli fu successivamente diagnosticata la tubercolosi, malattia che lo condusse alla morte nel 1926. Dopo la sua scomparsa il trofeo fu donato alla NHL da parte dei proprietari della franchigia dei Canadiens, Leo Dandurand, Louis Letourneau e Joe Cattarinich, per onorare la memoria di Vezina. Fu assegnato per la prima volta nella stagione 1926-27 a George Hainsworth, sostituto di Vezina ai Canadiens.
Il trofeo fu accettato ufficialmente in un meeting della NHL svoltosi in 15 maggio 1927 a Montréal. Nei primi tempi dopo la donazione del trofeo si discusse sul criterio di assegnazione dello stesso: infatti secondo la Montreal Gazette e il The Globe and Mail il premio sarebbe dovuto andare al portiere della National Hockey League con la minor media di gol subiti, mentre il Toronto Star riportava che il premio sarebbe stato consegnato al miglior portiere della lega. Alla consegna ad Hainsworth del terzo Vezina Trophy consecutivo, nella stagione 1928-29, fu annunciata l'assegnazione del trofeo in base alle prestazioni del miglior portiere della lega. Tuttavia altre fonti discordanti riportavano ancora come motivo della vittoria del Vezina Trophy la miglior media di gol subiti in stagione regolare.
Il Vezina Trophy allora ricopriva una grande importanza, ed era considerato uno dei tre principali trofei individuali consegnati dalla National Hockey League a quel tempo insieme all'Hart Trophy e al Lady Byng Trophy. Nel febbraio del 1946 la NHL annunciò ufficialmente che il trofeo sarebbe stato consegnato al portiere della squadra capace di concedere il minor numero di reti agli avversari nella stagione regolare. Il portiere con il maggior numero di gare giocate per quella squadra si sarebbe aggiudicato il trofeo.
Essendo comune prima del 1950 per i portieri prendere parte a tutte le gare nel corso di una stagione, il Vezina Trophy era quasi sempre vinto dal portiere con la migliore media di gol subiti, tuttavia vi furono due eccezioni rilevanti: nella stagione 1926-27 George Hainsworth vinse il trofeo inaugurale, pur essendo Clint Benedict ad avere la media gol subiti migliore. Nella stagione 1933-34 Wilf Cude totalizzò la miglior media gol subiti il 30 partite suddivise fra due squadre, mentre il Vezina Trophy fu attribuito a Charlie Gardiner, portiere titolare in tutte le 48 gare giocati dai Chicago Blackhawks, la squadra con il minor numero di reti subite.
La National Hockey League dalla stagione 1949-50 allungò il calendario portando il numero di partite a 70. Prima di allora solo per tre volte i vincitori del Vezina Trophy non presero il via a tutte le gare: Frank Brimsek nella stagione 1938-39 (43 gare su 48) e in quella 1941-42 (47 su 48) e Bill Durnan nella stagione 1949-50 (40 su 50).
Come le squadre iniziarono a schierare regolarmente più di un portiere per stagione, diventò più difficile per il portiere con la media di gol subiti far parte anche della squadra con il minor numero di reti subite. Il Vezina Trophy continuò ad essere assegnato al portiere della squadra con meno reti subite, tuttavia i vincitori delle stagioni 1954-55, 1959-60, 1962-63 e 1963-64 non vantavano la migliore media gol subiti.
La National Hockey League iniziò a permettere anche ai portieri non titolari di condividere il titolo del Vezina Trophy a partire dalla stagione 1964-65. I Toronto Maple Leafs concessero 173 reti, superando all'ultimo le 175 reti subite dai Montreal Canadiens e le 176 dai Chicago Blackhawks. Terry Sawchuk giocò 36 partite con i Leafs con una media di 2,56 gol subiti a gara, mentre il compagno di squadra Johnny Bower ne disputò 34 con la media migliore della lega di 2,38 reti, tuttavia Sawchuk fu il solo a ricevere il premio secondo il vecchio criterio. Al termine della stagione Sawchuk dichiarò pubblicamente che si sarebbe rifiutato di ricevere il premio qualora non fosse stato premiato anche Bower. La NHL introdusse una regola che permise a tutti i portieri con almeno 25 gare disputate di poter ambire alla vittoria del Vezina Trophy qualora la squadra d'appartenenza avesse concesso il minor numero di reti agli avversari, e la applicò retroattivamente per la coppia formata da Sawchuk e Bower. Con tale criterio nella stagione 1950-51 Turk Broda avrebbe condiviso il premio assegnato al compagno di squadra Al Rollins. Questo criterio fu applicato fino alla stagione 1980-81.
Il miglior portiere in base alle prestazioni indipendentemente dai gol subiti veniva scelto dai giornalisti e inserito del sestetto dell'NHL First Team All-Star. A partire dalla stagione 1981-82 il Vezina Trophy fu assegnato al miglior portiere secondo il voto fornito dai general manager delle squadre della NHL. Billy Smith dei New York Islanders fu il primo vincitore del Vezina secondo i criteri attuali. Per mantenere l'antica funzione del Vezina Trophy fu creato il William M. Jennings Trophy, assegnato al portiere o ai portieri con almeno 25 gare disputate capaci di subire il minor numero di reti per la loro squadra.
La votazione è condotta al termine di ogni stagione regolare dai 30 general manager della National Hockey League, e ciascuno di essi attribuisce una scala di punti (5-3-1) a tre candidati. Successivamente vengono nominati tre finalisti, mentre l'annuncio del vincitore avviene agli NHL Awards al termine dei playoff.
Jacques Plante detiene il record di Vezina Trophy vinti con sette successi, seguito da Bill Durnan e Dominik Hašek entrambi con sei trofei. Hašek ha vinto il maggior numero di trofei con il sistema di voto in uso dal 1982 per eleggere il miglior portiere. I Montreal Canadiens vantano 29 successi di squadra. Solo quattro portieri hanno vinto nella stessa stagione il Vezina e l'Hart Memorial Trophy: Jacques Plante nella stagione 1961-62; Dominik Hašek per due volte nel 1996-97 e nel 1997-98; José Théodore nella stagione 2001-02 e Carey Price nella stagione 2014-15.

## Vincitori

### 1927-1981

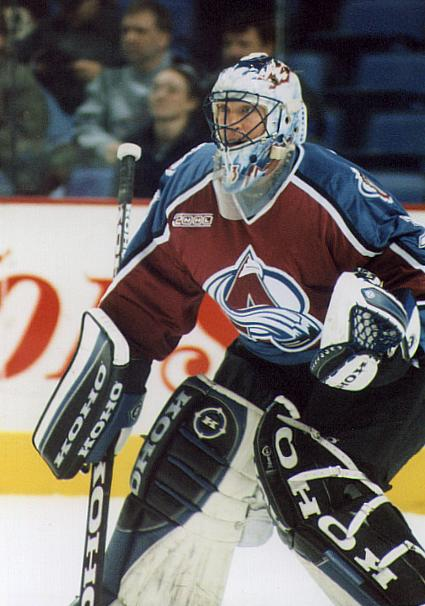
Patrick Roy, tre volte vincitore.

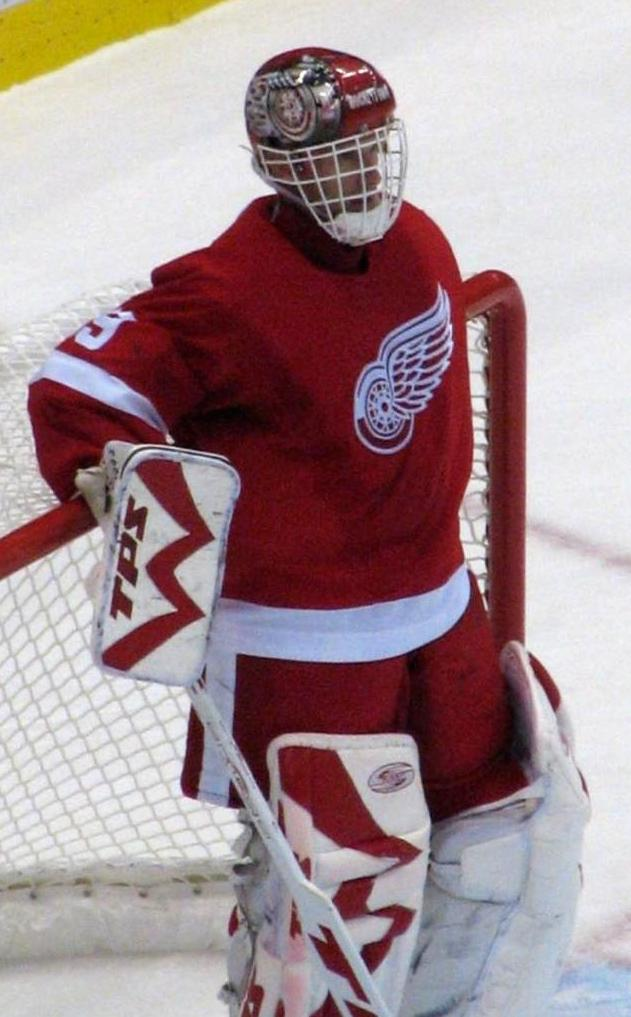
Dominik Hašek, sei volte vincitore.

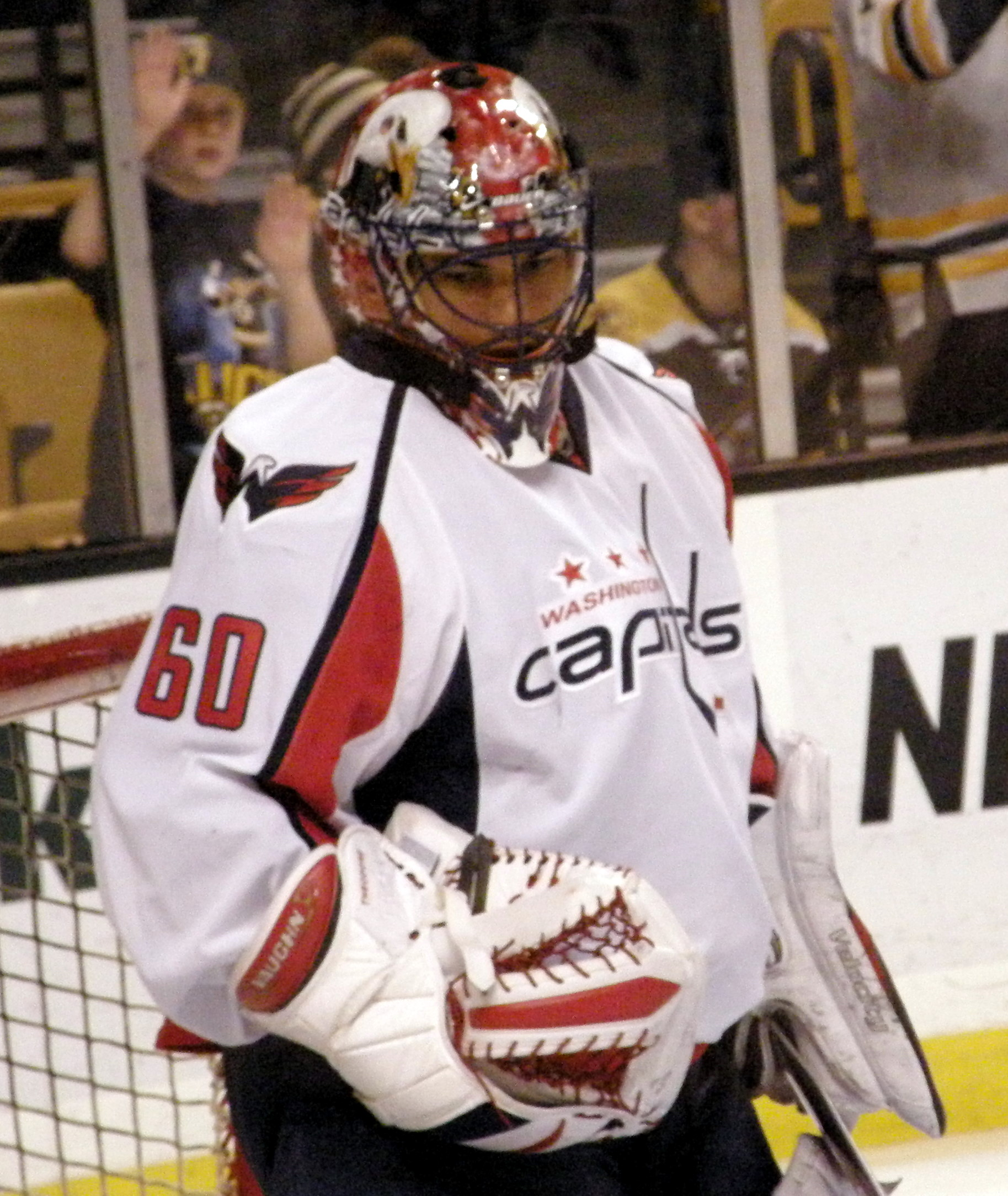
José Théodore, una volta vincitore.

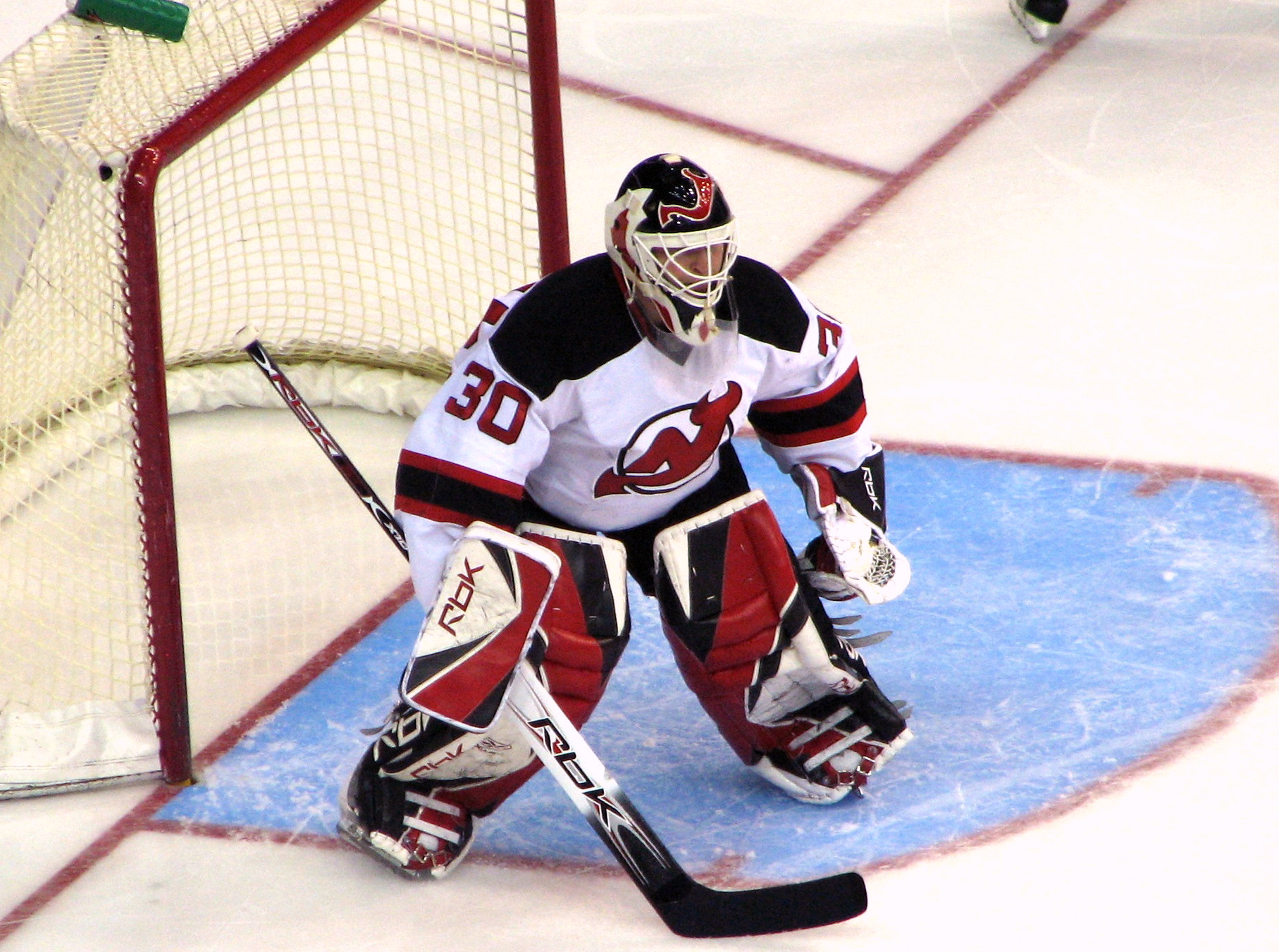
Martin Brodeur, quattro volte vincitore.

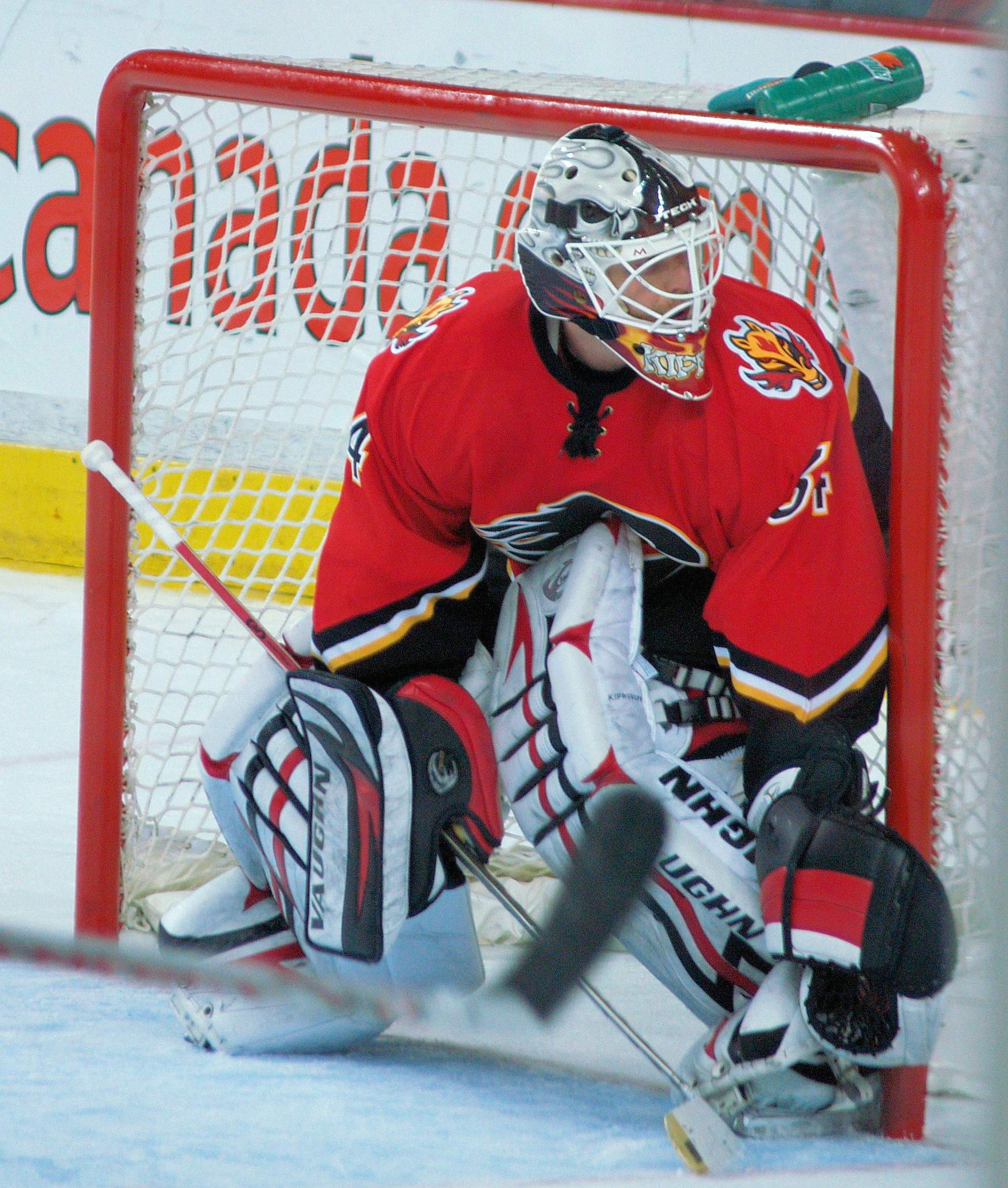
Miikka Kiprusoff, una volta vincitore.

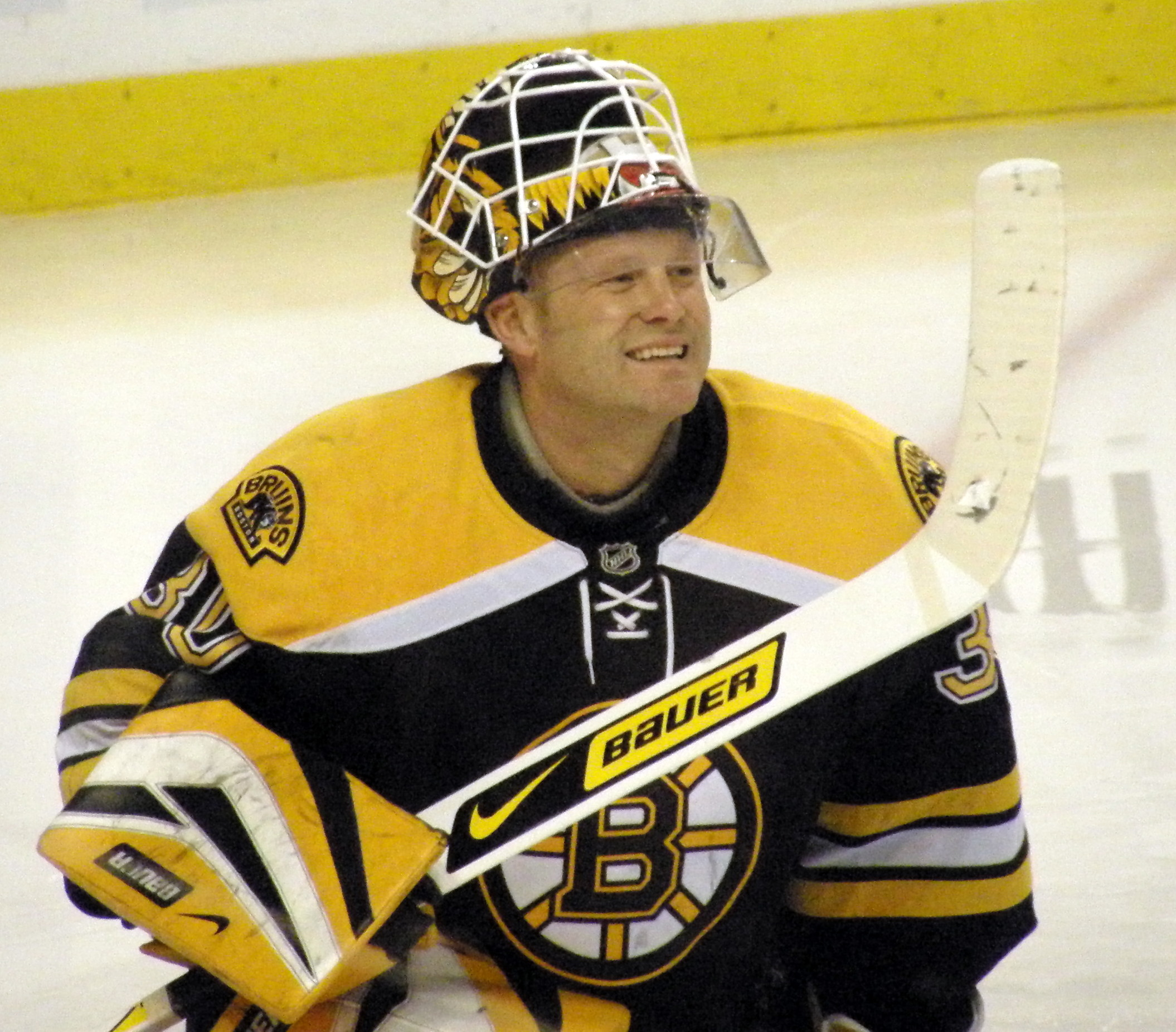
Tim Thomas, due volte vincitore.

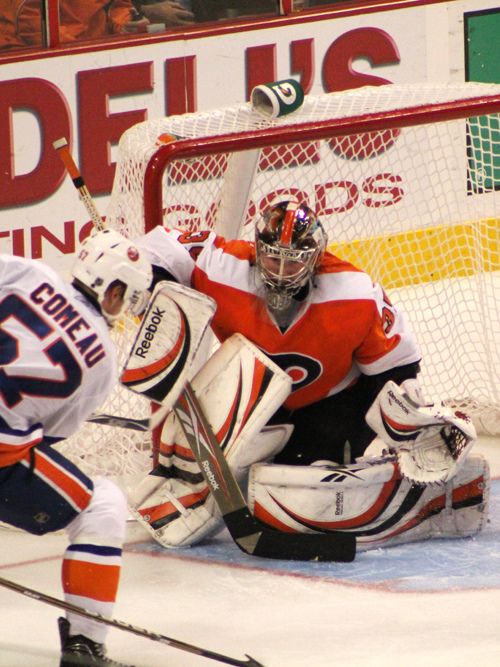
Sergej Bobrovskij, primo vincitore russo.

| Stagione | Vincitore                                    | Squadra                                 | Vittoria |
| -------- | -------------------------------------------- | --------------------------------------- | -------- |
| 1926–27  | George Hainsworth                            | Montreal Canadiens                      | 1        |
| 1927–28  | George Hainsworth                            | Montreal Canadiens                      | 2        |
| 1928–29  | George Hainsworth                            | Montreal Canadiens                      | 3        |
| 1929–30  | Tiny Thompson                                | Boston Bruins                           | 1        |
| 1930–31  | Roy Worters                                  | New York Americans                      | 1        |
| 1931–32  | Charlie Gardiner                             | Chicago Black Hawks                     | 1        |
| 1932–33  | Tiny Thompson                                | Boston Bruins                           | 2        |
| 1933–34  | Charlie Gardiner                             | Chicago Black Hawks                     | 2        |
| 1934–35  | Lorne Chabot                                 | Chicago Black Hawks                     | 1        |
| 1935–36  | Tiny Thompson                                | Boston Bruins                           | 3        |
| 1936–37  | Normie Smith                                 | Detroit Red Wings                       | 1        |
| 1937–38  | Tiny Thompson                                | Boston Bruins                           | 4        |
| 1938–39  | Frank Brimsek                                | Boston Bruins                           | 1        |
| 1939–40  | Dave Kerr                                    | New York Rangers                        | 1        |
| 1940–41  | Turk Broda                                   | Toronto Maple Leafs                     | 1        |
| 1941–42  | Frank Brimsek                                | Boston Bruins                           | 2        |
| 1942–43  | Johnny Mowers                                | Detroit Red Wings                       | 1        |
| 1943–44  | Bill Durnan                                  | Montreal Canadiens                      | 1        |
| 1944–45  | Bill Durnan                                  | Montreal Canadiens                      | 2        |
| 1945–46  | Bill Durnan                                  | Montreal Canadiens                      | 3        |
| 1946–47  | Bill Durnan                                  | Montreal Canadiens                      | 4        |
| 1947–48  | Turk Broda                                   | Toronto Maple Leafs                     | 2        |
| 1948–49  | Bill Durnan                                  | Montreal Canadiens                      | 5        |
| 1949–50  | Bill Durnan                                  | Montreal Canadiens                      | 6        |
| 1950–51  | Al Rollins                                   | Toronto Maple Leafs                     | 1        |
| 1951–52  | Terry Sawchuk                                | Detroit Red Wings                       | 1        |
| 1952–53  | Terry Sawchuk                                | Detroit Red Wings                       | 2        |
| 1953–54  | Harry Lumley                                 | Toronto Maple Leafs                     | 1        |
| 1954–55  | Terry Sawchuk                                | Detroit Red Wings                       | 3        |
| 1955–56  | Jacques Plante                               | Montreal Canadiens                      | 1        |
| 1956–57  | Jacques Plante                               | Montreal Canadiens                      | 2        |
| 1957–58  | Jacques Plante                               | Montreal Canadiens                      | 3        |
| 1958–59  | Jacques Plante                               | Montreal Canadiens                      | 4        |
| 1959–60  | Jacques Plante                               | Montreal Canadiens                      | 5        |
| 1960–61  | Johnny Bower                                 | Toronto Maple Leafs                     | 1        |
| 1961–62  | Jacques Plante                               | Montreal Canadiens                      | 6        |
| 1962–63  | Glenn Hall                                   | Chicago Black Hawks                     | 1        |
| 1963–64  | Charlie Hodge                                | Montreal Canadiens                      | 1        |
| 1964–65  | Johnny Bower Terry Sawchuk                   | Toronto Maple Leafs                     | 2 4      |
| 1965–66  | Gump Worsley Charlie Hodge                   | Montreal Canadiens                      | 1 2      |
| 1966–67  | Glenn Hall Denis DeJordy                     | Chicago Black Hawks                     | 2 1      |
| 1967–68  | Gump Worsley Rogatien Vachon                 | Montreal Canadiens                      | 2 1      |
| 1968–69  | Glenn Hall Jacques Plante                    | St. Louis Blues                         | 3 7      |
| 1969–70  | Tony Esposito                                | Chicago Black Hawks                     | 1        |
| 1970–71  | Eddie Giacomin Gilles Villemure              | New York Rangers                        | 1        |
| 1971–72  | Tony Esposito Gary Smith                     | Chicago Black Hawks                     | 2 1      |
| 1972–73  | Ken Dryden                                   | Montreal Canadiens                      | 1        |
| 1973–74  | Tony Esposito Bernie Parent                  | Chicago Black Hawks Philadelphia Flyers | 3 1      |
| 1974–75  | Bernie Parent                                | Philadelphia Flyers                     | 2        |
| 1975–76  | Ken Dryden                                   | Montreal Canadiens                      | 2        |
| 1976–77  | Ken Dryden Michel Larocque                   | Montreal Canadiens                      | 3 1      |
| 1977–78  | Ken Dryden Michel Larocque                   | Montreal Canadiens                      | 4 2      |
| 1978–79  | Ken Dryden Michel Larocque                   | Montreal Canadiens                      | 5 3      |
| 1979–80  | Don Edwards Bob Sauvé                        | Buffalo Sabres                          | 1        |
| 1980–81  | Denis Herron Michel Larocque Richard Sévigny | Montreal Canadiens                      | 1 4 1    |

### 1982–oggi
Giocatore ancora in attività nella NHL
| Stagione  | Vincitore                            | Squadra                              | Vittoria                             |
| --------- | ------------------------------------ | ------------------------------------ | ------------------------------------ |
| 1981–82   | Billy Smith                          | New York Islanders                   | 1                                    |
| 1982–83   | Pete Peeters                         | Boston Bruins                        | 1                                    |
| 1983–84   | Tom Barrasso                         | Buffalo Sabres                       | 1                                    |
| 1984–85   | Pelle Lindbergh                      | Philadelphia Flyers                  | 1                                    |
| 1985–86   | John Vanbiesbrouck                   | New York Rangers                     | 1                                    |
| 1986–87   | Ron Hextall                          | Philadelphia Flyers                  | 1                                    |
| 1987–88   | Grant Fuhr                           | Edmonton Oilers                      | 1                                    |
| 1988–89   | Patrick Roy                          | Montreal Canadiens                   | 1                                    |
| 1989–90   | Patrick Roy                          | Montreal Canadiens                   | 2                                    |
| 1990–91   | Ed Belfour                           | Chicago Blackhawks                   | 1                                    |
| 1991–92   | Patrick Roy                          | Montreal Canadiens                   | 3                                    |
| 1992–93   | Ed Belfour                           | Chicago Blackhawks                   | 2                                    |
| 1993–94   | Dominik Hašek                        | Buffalo Sabres                       | 1                                    |
| 1994–95   | Dominik Hašek                        | Buffalo Sabres                       | 2                                    |
| 1995–96   | Jim Carey                            | Washington Capitals                  | 1                                    |
| 1996–97   | Dominik Hašek                        | Buffalo Sabres                       | 3                                    |
| 1997–98   | Dominik Hašek                        | Buffalo Sabres                       | 4                                    |
| 1998–99   | Dominik Hašek                        | Buffalo Sabres                       | 5                                    |
| 1999–2000 | Olaf Kölzig                          | Washington Capitals                  | 1                                    |
| 2000–01   | Dominik Hašek                        | Buffalo Sabres                       | 6                                    |
| 2001–02   | José Théodore                        | Montreal Canadiens                   | 1                                    |
| 2002–03   | Martin Brodeur                       | New Jersey Devils                    | 1                                    |
| 2003–04   | Martin Brodeur                       | New Jersey Devils                    | 2                                    |
| 2004–05   | Premio non assegnato per il lockout. | Premio non assegnato per il lockout. | Premio non assegnato per il lockout. |
| 2005–06   | Miikka Kiprusoff                     | Calgary Flames                       | 1                                    |
| 2006–07   | Martin Brodeur                       | New Jersey Devils                    | 3                                    |
| 2007–08   | Martin Brodeur                       | New Jersey Devils                    | 4                                    |
| 2008–09   | Tim Thomas                           | Boston Bruins                        | 1                                    |
| 2009–10   | Ryan Miller                          | Buffalo Sabres                       | 1                                    |
| 2010–11   | Tim Thomas                           | Boston Bruins                        | 2                                    |
| 2011–12   | Henrik Lundqvist                     | New York Rangers                     | 1                                    |
| 2012–13   | Sergej Bobrovskij                    | Columbus Blue Jackets                | 1                                    |
| 2013–14   | Tuukka Rask                          | Boston Bruins                        | 1                                    |
| 2014–15   | Carey Price                          | Montreal Canadiens                   | 1                                    |
| 2015–16   | Braden Holtby                        | Washington Capitals                  | 1                                    |
| 2016–17   | Sergej Bobrovskij                    | Columbus Blue Jackets                | 2                                    |
| 2017-18   | Pekka Rinne                          | Nashville Predators                  | 1                                    |